# Akasinula parakasa
Akasinula parakasa är en fjärilsart som beskrevs av Hans Fruhstorfer 1921/22. Akasinula parakasa ingår i släktet Akasinula och familjen juvelvingar. Inga underarter finns listade i Catalogue of Life.